# EC 번호 목록 (EC 3)
EC 번호 목록 (EC 3)(영어: list of EC numbers (EC 3))은 EC 번호의 세 번째 부류인 EC 3 가수분해효소에 대한 EC 번호 목록이며, 국제 생화학·분자생물학 연합의 명명법 위원회에서 결정한 번호 순서 대로 나열되어 있다. 모든 공식 정보는 위원회의 웹사이트에 표로 정리되어 있다. 데이터베이스는 엔드류 맥도널드(Andrew McDonald)가 개발하고 유지 관리한다.

## EC 3.1: 에스터 결합에 작용

### EC 3.1.1: 카복실산 에스터 가수분해효소
- EC 3.1.1.1: 카복실에스터레이스
- EC 3.1.1.2: 아릴에스터레이스
- EC 3.1.1.3: 트라이아실글레세롤 라이페이스

## 같이 보기
- 효소 목록
- EC 번호 목록 (EC 1) (영어판)
- EC 번호 목록 (EC 2) (영어판)
- EC 번호 목록 (EC 4) (영어판)
- EC 번호 목록 (EC 5) (영어판)
- EC 번호 목록 (EC 6) (영어판)
- EC 번호 목록 (EC 7) (영어판)